# Chaos UK
Chaos UK (andere spelling Chaos U.K.) is een Britse hardcore punkband, die in 1979 in Portishead (Somerset) werd opgericht. Het is een van de meest invloedrijke bands in hardcore punk.

## Bezetting
Oprichters
- Simon (Simon Greenham) (zang)
- Andy (Andy Farrier) (e-gitaar)
- Chaos (Adrian Rice) (e-basgitaar)
- Pottsy (Richard Potts) (drums)

Huidige bezetting
- Chaos (zang)
- Gabba (e-gitaar)
- J (e-basgitaar)
- Phil Thudd (drums)

## Geschiedenis
Chaos UK werd opgericht in 1979 door zanger Simon, gitarist Andy, bassist Chaos en drummer Potts. Na een demo opgenomen in deze bezetting in 1981, contracteerde Riot City Records de band en bracht de singles Burning Britain (#8 in de Britse Indie Charts) en Loud Political & Uncompromising (#27 in de Britse Indie Charts) uit in 1982. Even later verlieten zanger Simon en drummer Spots de band, bassist Chaos nam de positie van zanger over, Nige werd de nieuwe bassist en Spot de nieuwe drummer. In 1983 verscheen het titelloze debuutalbum op Riot City Records, dat #16 bereikte in de Britse indie-hitlijsten.
De bezetting veranderde opnieuw, behalve Chaos verlieten alle leden de band. In 1984 verscheen de single Short Shock bij Children of the Revolution met de nieuwe bezetting Mower (zang), Gabba (elektrische gitaar), Chaos (elektrische bas) en Chuck (drums). Samen met Extreme Noise Terror werd het splitalbum Earslaughter in 1986 uitgebracht bij Manic Ears Records. Daarna stopte de band zonder reden tot 1989. Met Beki als de nieuwe bassist en Chaos opnieuw als zanger, bracht Chaos UK het album Chipping Sodbury Bonfire Tapes uit voor het eigen label Slap Up van de band en talloze singles met kleine onafhankelijke labels tussen 1989 en 1991, tot 1991 kwam het volgende album Total Chaos uit bij Anagram. Het live-album Chaos verscheen ook in 1991 in Japan. Ondertussen was Vic (ex-Reagan Youth) aan de band toegevoegd en had Devilman Chuck op drums vervangen. Het volgende album Floggin' the Corpse werd uitgebracht in 1996, daarna verlieten alle leden Chaos UK met uitzondering van zanger Chaos en gitarist Gabba, de nieuwe bassist was J en de nieuwe drummer Phil Thudd. Dit werd gevolgd door een contract met Century Media en nog drie studioalbums tot 2000. De laatste publicatie tot nu toe was een split-single met FUK in 2006.

## Discografie
- 1982: Burning Britain (ep, Riot City)
- 1983: Chaos U.K. (Riot City)
- 1984: The Singles (ep, Riot City)
- 1984: Short Sharp Shock (12", Children of the Revolution)
- 1986: Earslaughter (split met Extreme Noise Terror, Manic Ears)
- 1989: Chipping Sodbury Bonfire Tapes (Slap Up)
- 1991: Total Chaos (Anagram)
- 1991: Chaos in Japan
- 1993: One Hundred Percent Two Fingers in the Air Punk Rock (Century Media)
- 1996: King for a Day (Discipline)
- 1996: Floggin’ the Corpse (Anagram)
- 1997: The Morning After the Night Before (Anagram)
- 1999: Heard It Seen It Done It (Discipline)
- 1999: Total Chaos (compilatie, Anagram)
- 2000: Kanpai (Discipline)